# Anahy
Anahy ist ein brasilianisches Munizip im Westen des Bundesstaats Paraná. Es hat 2.918 Einwohner (2022), die sich Anaienser nennen. Seine Fläche beträgt 103 km². Es liegt 479 Meter über dem Meeresspiegel.

## Etymologie
Der erste Name, den der Ort 1959 erhielt, war Pingo de Ouro, der Name einer südamerikanischen Zierpflanze. Der Name wurde aber bald zu Ehren einer der Töchter des Firmenchefs geändert, die den Namen Anahy trug.

## Geschichte

### Besiedlung
Die Geschichte von Anahy ist eng mit dem Kaffeeanbau und der Fruchtbarkeit des Bodens verbunden.
Die Companhia Brasileira de Imigração e Colonização (Cobrinco) kolonisierte das Land. Die Besiedlung erfolgte aus zwei Richtungen, von Süden und von Norden. Im Wissen um die Fruchtbarkeit des Bodens und auf der Suche nach einer besseren Zukunft kam 1950 einer der ersten Pioniere, Ricardo Pfeffer, der zusammen mit seiner Frau Matilde Hake Pfeffer 13 Alqueires (31 Hektar) Land von der Cobrinco erwarb und den Kaffeeanbau aufnahm.
Ricardo berichtete, dass er bei der Erkundung des Busches auf einen Fluss stieß, an dem es viele Wildschweine gab. Er erlegte zwei von ihnen und nannte den Fluss fortan Rio dos Porcos (deutsch: Schweinefluss).
1955 kamen weitere Familien aus Minas Gerais und São Paulo hinzu, die Familien Antonio Felisberto, Sebastião Miguel und Antonio Mazzocatto. Die ersten Handelshäuser wurden 1959 von Antonio Mazzocatto, José Guerra und Pedro Ladaniski gegründet. In diesem Jahr herrschte eine sehr große Dürre, unter der die Landwirtschaft stark litt.
Ricardo baute zusammen mit den anderen Siedlern die erste Kapelle zu Ehren der Heiligen Anna, der Schutzpatronin der Stadt. Antonio Mazzocatto hatte sich in Ana, die Tochter von José Guerra, verliebt. Ihrzuliebe schlug er die Heilige Anna als Schutzpatronin der entstehenden Stadt vor. Seine Angebetete erhörte ihn jedoch nicht.

### Erhebung zum Munizip
Anahy wurde per Staatsgesetz Nr. 9292 vom 11. August 1990 aus Corbélia ausgegliedert und in den Rang eines Munizips erhoben. Es wurde am 1. Januar 1993 als Munizip installiert.

## Geografie

### Fläche und Lage
Anahy liegt auf dem Terceiro Planalto Paranaense (der Dritten oder Guarapuava-Hochebene von Paraná). Seine Fläche beträgt 103 km². Es liegt auf einer Höhe von 479 Metern.

### Vegetation
Das Biom von Anahy ist Mata Atlântica.

### Klima
Das Klima ist gemäßigt warm. Es werden hohe Niederschlagsmengen verzeichnet (xxx mm pro Jahr). Im Jahresdurchschnitt liegt die Temperatur bei xxx °C. Die Klimaklassifikation nach Köppen und Geiger lautet Cfa.

### Gewässer
Anahy liegt im Einzugsgebiet des Rio Piquiri, der das Munizip im Nordosten begrenzt. Sein linker Nebenfluss Rio dos Porcos bildet die westliche Grenze des Munizips. Im Osten wird es vom Rio Sapucaia begrenzt.

### Straßen
Anahy ist über die PR-474 mit der BR-369 von Cascavel nach Maringá verbunden. Nach Süden führt die PR-474 nach Iguatu.

### Nachbarmunizipien
|          |                                             | Ubiratã |
|          | Kompassrose, die auf Nachbargemeinden zeigt |         |
| Corbélia |                                             | Iguatu  |

## Stadtverwaltung
Bürgermeister: Carlos Antonio Reis, PSD (2021–2024)
Vizebürgermeister: Ronaldo Aparecido de Freitas, MDB (2021–2024)

## Demografie

### Bevölkerungsentwicklung
| Jahr | Einwohner | Stadt | Land |
| ---- | --------- | ----- | ---- |
| 2000 | 3.011     | 54 %  | 46 % |
| 2010 | 2.874     | 73 %  | 27 % |
| 2022 | 2.918     |       |      |

Quelle: IBGE, bis 2010: Volkszählungen und Volkszählung 2022

### Ethnische Zusammensetzung
| Gruppe * | 2000    | 2010    | wer sich als …                                                                   |
| --- | ------- | ------- | -------------------------------------------------------------------------------- |
| Weiße | 57,6 %  | 60,8 %  | weiß bezeichnet                                                                  |
| Schwarze | 6,0 %   | 6,4 %   | schwarz bezeichnet                                                               |
| Gelbe | 0,0 %   | 0,1 %   | von fernöstlicher Herkunft wie japanisch, chinesisch, koreanisch etc. bezeichnet |
| Braune | 36,0 %  | 32,7 %  | braun oder als Mischung aus mehreren Gruppen bezeichnet                          |
| Indigene | 0,2 %   | 0,0 %   | Ureinwohner oder Indio bezeichnet                                                |
| ohne Angabe | 0,3 %   | 0,0 %   |                                                                                  |
| Gesamt | 100,0 % | 100,0 % |                                                                                  |
| *) Das IBGE verwendet für Volkszählungen ausschließlich diese fünf Gruppen. Es verzichtet bewusst auf Erläuterungen. Die Zugehörigkeit wird vom Einwohner selbst festgelegt. |         |         |                                                                                  |

Quelle: IBGE (Stand: 1991, 2000 und 2010)

## Wirtschaft

### Kennzahlen
Mit einem Bruttoinlandsprodukt pro Einwohner von 30.793,20 R$ (rund 6.800 €) lag Anahy 2019 an 169. Stelle der 399 Munizipien Paranás.
Sein mittelhoher Index der menschlichen Entwicklung von 0,695 (2010) setzte es auf den 256. Platz der paranaischen Munizipien.